# Winwick (Cheshire)
Winwick ist eine Gemeinde (civil parish) im Nordosten Englands. Historisch zählt sie zur Grafschaft Lancashire. Seit 1974 ist Winwick Teil der Unitary Authority Warrington und zählt damit nominell zu Cheshire. Im Jahr 2022 hatte Winwick 4.894 Einwohner.

## Geschichte
Die Gründung der Ortschaft datiert vermutlich auf vorchristliche Zeiten. Die Kirchengemeinde der anglikanischen St. Oswald Church gibt an, dass der heutige Kirchenbau vermutlich an der Stelle eines heidnischen Kultplatzes steht. Der Querbalken eines auf das  Jahr 750 datierten angelsächsischen Steinkreuzes ist als Sims in einem der Kirchenfenster verbaut, so dass angenommen werden kann, dass   bereits im Frühmittelalter eine erste Kirche an dieser Stelle stand. Der örtlichen Legende zufolge soll die Schlacht von Maserfield (642), bei der König Oswald von Northumbria den Tod fand, bei Winwick geschlagen worden sein, doch spricht einiges dafür, dass das Schlachtfeld vielmehr bei Oswestry in Shropshire zu verorten ist. Oswald ist auch die gotische Gemeindekirche geweiht, deren älteste Gemäuer aus dem 13. Jahrhundert stammen und seither viele An- und Umbauten erfahren hat. Die Geschichte der Pfarre Winwick ist geprägt von ihren wechselnden Pfründnern, deren Abfolge sich bis zum Jahr 1191 zurückverfolgen lässt. Im englischen Bürgerkrieg wurden bei Winwick zwei Schlachten geschlagen, aus denen die englischen Puritaner siegreich hervorgingen. Colonel Assheton schlug hier am 23. Mai 1643 königstreue Milzen in die Flucht, am 19. August 1648 schlug ein Heer der New Model Army unter dem Kommando von Oliver Cromwell in einem der letzten Gefechte der Schlacht von Preston hier das schottische Heer unter dem Duke of Hamilton.

## Kirche St. Oswald

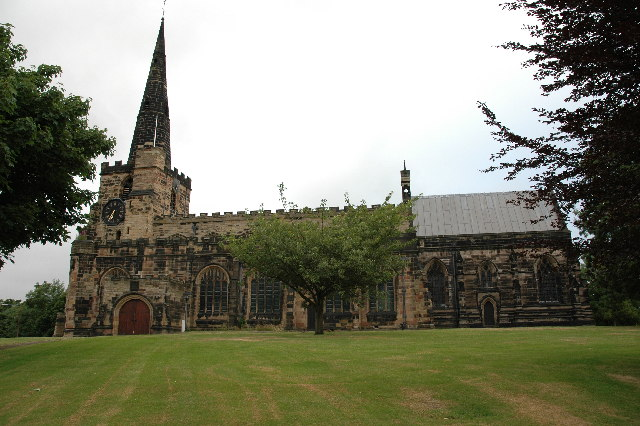
Kirche St. Oswald

Einige Kunstwerke – so wohl auch das erwähnte angelsächsische Steinkreuz sowie Statuen der Heiligen Oswald und Antonius – fielen dem Bildersturm der Puritaner zum Opfer, doch haben sich einige bemerkenswerte Zeugnisse mittelalterlicher Kunst erhalten. An der äußeren Westwand des Kirchturms findet sich ein in den Stein eingeritztes Schwein, das Winwick pig. Der Legende zufolge soll es beim Bau der Kirche die Steine befördert haben und dabei stets „Win-ick“ ausgerufen haben; tatsächlich steht die Ritzung aber wohl eher im Zusammenhang mit der Statue des Antonius, der auch Schutzpatron der Sauhirten ist.
Seit 1966 wird die Kirche in der Grade  I, der höchsten Denkmalschutzklasse des English Heritage geführt.